# هاري ميلر (لاعب كريكت)
هاري ميلر (22 فبراير 1907 في المملكة المتحدة - 1 سبتمبر 1966 في المملكة المتحدة) (بالإنجليزية: Harry Miller)‏ هو لاعب كريكت بريطاني وبريطاني (وحمل سابقاً جنسية المملكة المتحدة لبريطانيا العظمى وأيرلندا). لعب مع نادي وارويكشاير للكريكيت ‏.

## وصلات خارجية
- هاري ميلر على موقع إي آس بي آن كريك إنفو (الإنجليزية)